# Pawieł Muchanow
Pawieł Aleksandrowicz Muchanow (ur. 1797 albo 1798 w guberni moskiewskiej, zm. 12 grudnia 1871 w Würzburgu) – rosyjski pułkownik, szef sztabu wojsk rosyjskich przy księciu Iwanie Paskiewiczu, urzędnik carski w Warszawie, tajny radca. 

## życiorys
Był stryjem Siergieja Muchanowa.
Do wojska wstąpił po ukończeniu moskiewskiego uniwersytetu. W 1831, jako żołnierz rosyjski, uczestniczył w jednej z bitew przeciwko powstańcom listopadowym pod Ostrołęką. Potem brał udział w tłumieniu dogorywającego powstania. W 1832 objął stanowisko dyrektora Komisji Kwaterniczej w Warszawie. W następnym roku opublikował pracę Sztorm Pragi 1794, w 1834 Pamiętniki XVII wieku, w 1835 Zapiski Żółkiewskiego, w kolejnych latach dzieła, w których opisywał stosunki polsko rosyjskie (Rękopis Filarety, Autentyczne świadectwa o wzajemnych stosunkach pomiędzy Rosją a Polską, szczególnie za czasów Samozwańców, i in.)
Do służby na urzędniczym stanowisku powrócił w 1849. Najpierw pracował w Kuratorium Warszawskiego Okręgu Szkolnego jako urzędnik, a od 1851 jako kurator. W 1856 został mianowany dyrektorem Komisji Rządowej Spraw Wewnętrznych i Duchownych i pełnił obowiązki do 1861.
Członek honorowy Towarzystwa Rolniczego w Królestwie Polskim w 1858 roku.
Muchanow, jako rusyfikator szkolnictwa polskiego, nie cieszył się przychylnością polskiego społeczeństwa, jednak ożenił się z Polką Józefą z Mostowskich, córką Tadeusza Mostowskiego. Dzięki temu małżeństwu przejął po śmierci żony majątek jej ojca w Tarchominie wraz z zespołem pałacowo-parkowym, którym Józefa Mostowska zarządzała od 1842. Postępowanie spadkowe zakończyło się na korzyść Muchanowa w 1858, po dwunastu latach od śmierci Mostowskiej. Nowy właściciel dóbr tarchomińskich zarządził sporządzenie ich szczegółowego planu będącego obecnie cennym źródłem wiedzy o znacznym obszarze dzisiejszej Białołęki.